# Pierre Bayonne
Pierre Bayonne (11 giugno 1949) è un ex calciatore haitiano, di ruolo difensore.

## Carriera

### Nazionale
Con la Nazionale haitiana si è laureato campione del Nord e Centro America nel 1973, partecipando in seguito ai Mondiali del 1974.

## Palmarès

### Nazionale
- Campionato CONCACAF: 1

Haiti 1973